# Adolfo Fernández Díaz
Adolfo Fernández Díaz (Santa Coloma de Gramenet, 19 maggio 1993) è un giocatore di calcio a 5 spagnolo, pivot del Barcellona.

## Carriera

### Club
Pivot, cresce nelle giovanili del club della sua città, il Santa Coloma, venendo nel 2009 promosso in prima squadra. Nell'estate del 2016 si trasferisce al Barcellona.

### Nazionale
Nel 2017 il commissario tecnico Venancio López lo convoca per la prima volta in Nazionale maggiore. Con le furie rosse prenderà parte, l'anno successivo, al campionato europeo in Slovenia, conclusosi con la sconfitta in finale per mano del Portogallo. Il 30 agosto 2021 è incluso nella lista definitiva dei convocati alla Coppa del Mondo 2021, conclusa dalla Spagna ai quarti di finale. Il 28 dicembre 2021 viene incluso nella lista dei convocati per il Campionato europeo 2022.

## Palmarès

### Club

#### Competizioni nazionali
- Campionato spagnolo: 4
Barcellona: 2018-19, 2020-21, 2021-22, 2022-23
- Coppa di Spagna: 4
Barcellona: 2018-19, 2019-20, 2021-22, 2023-24
- Coppa del Re: 4
Barcellona: 2017-18, 2018-19, 2019-20, 2022-23
- Supercoppa di Spagna: 3
Barcellona: 2019, 2021, 2022

#### Competizioni internazionali
- UEFA Champions League: 2
Barcellona: 2019-20, 2021-22

### Individuale
- Futsal Awards: 3

Miglior giovane: 2014, 2015, 2016